# Savovo
Savovo (en serbe cyrillique : Савово) est un village de Serbie situé sur le territoire de la ville de Kraljevo, district de Raška. Au recensement de 2011, il comptait 80 habitants.

## Histoire

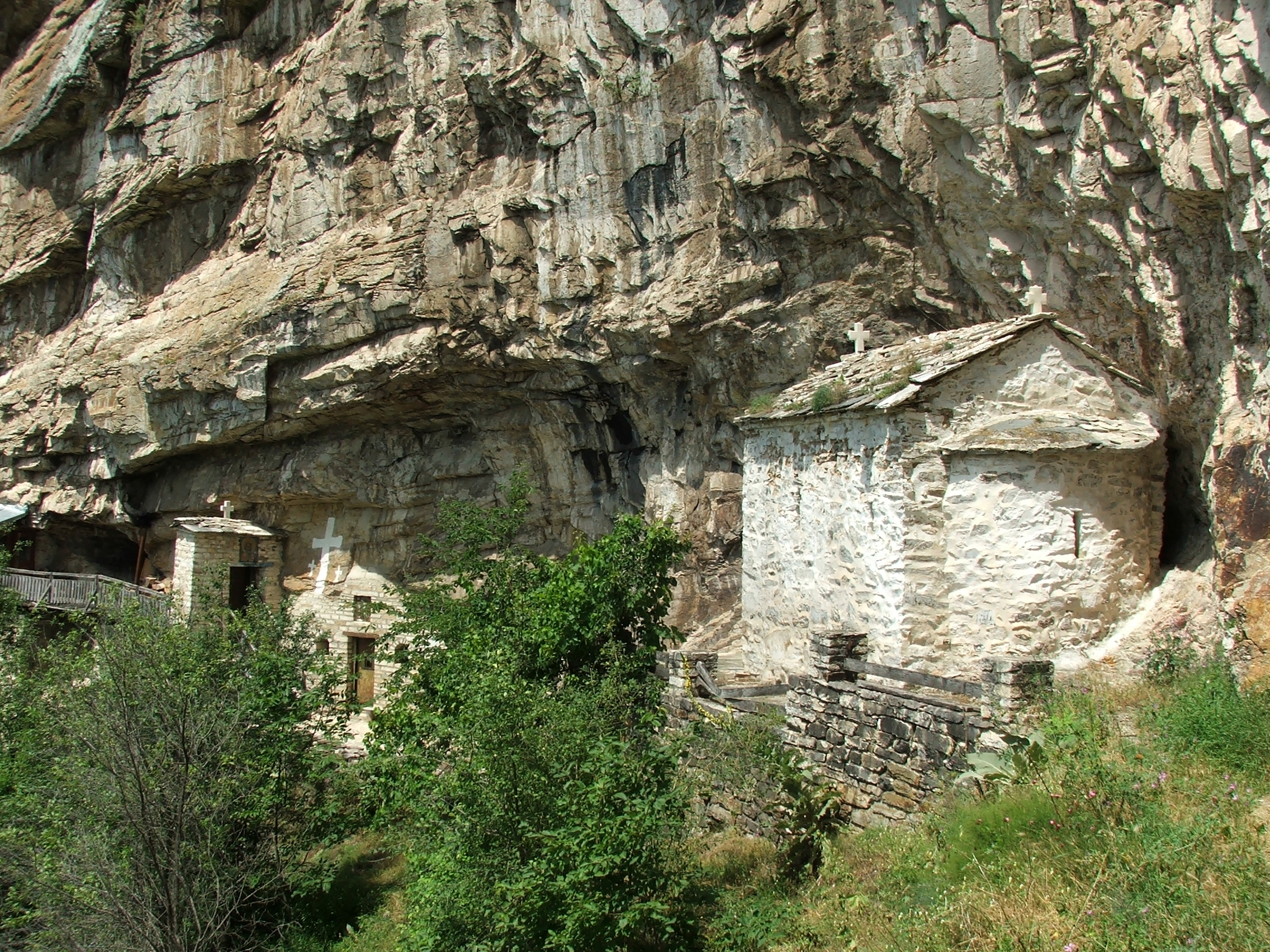
Le haut ermitage de Saint-Sava
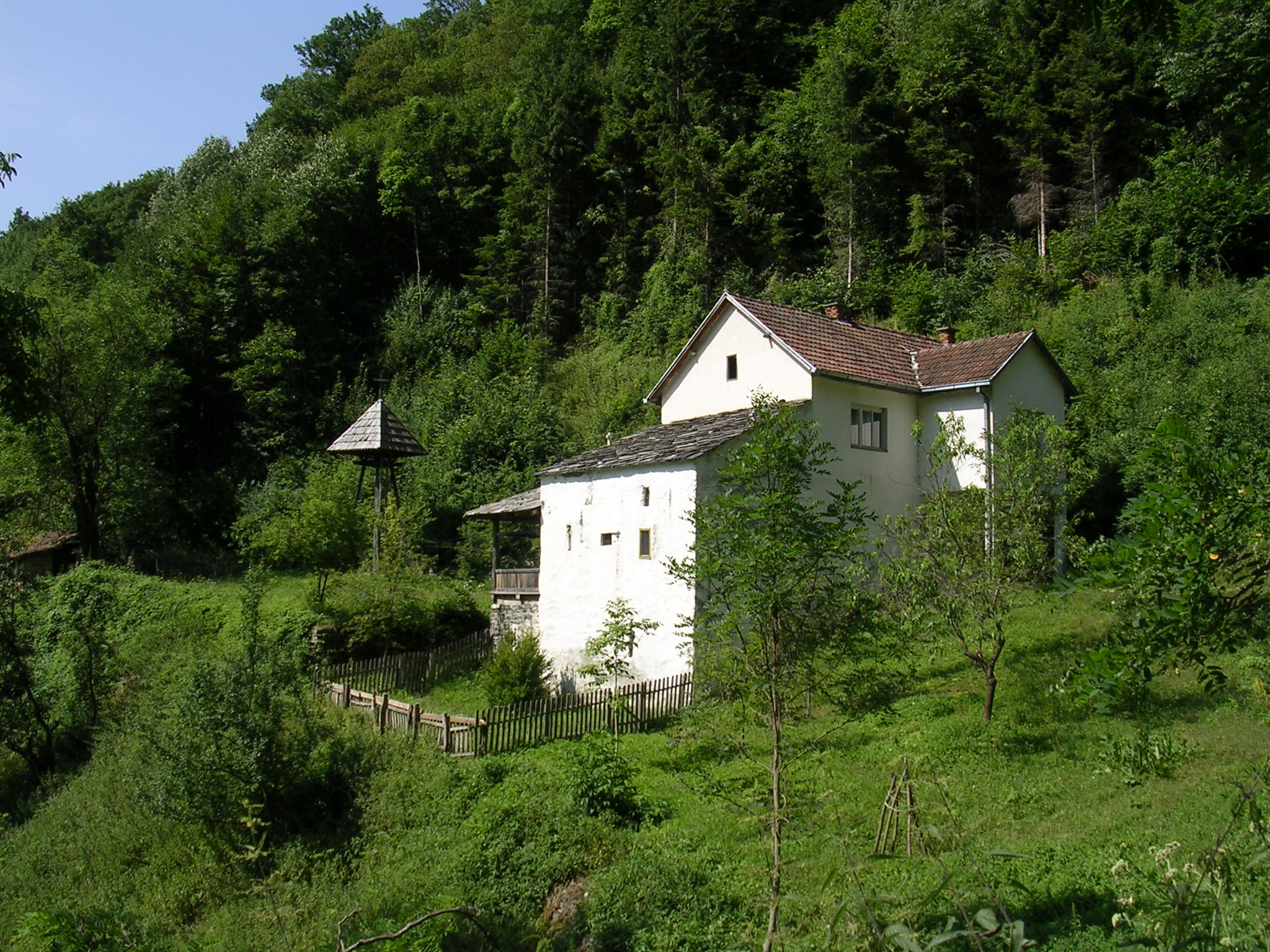
Le bas ermitage Saint-Sava

## Démographie
| 1948 | 1953 | 1961 | 1971 | 1981 | 1991 | 2002 | 2011 |
| ---- | ---- | ---- | ---- | ---- | ---- | ---- | ---- |
| 822  | 810  | 819  | 577  | 438  | 256  | 166  | 80   |

|  |